# Dyan-Mu Dorsa
I Dyan-Mu Dorsa sono una struttura geologica della superficie di Venere.